# Five Years (1969–1973)
Five Years  é uma coletânea musical do cantor britânico David Bowie, lançado em 2015. O disco compreende discos do cantor lançados entre 1969 a 1973. B-sides e singles são incluídos em Re:Call 1.

## Faixas
Todas as faixas escritas por David Bowie, exceto onde anotado.

### David Bowie (1969)
| N.º | Título                                 | Duração |  |
| 1.  | "Space Oddity"                         | 5:16    |  |
| 2.  | "Unwashed and Somewhat Slightly Dazed" | 6:12    |  |
| 3.  | "Letter to Hermione"                   | 2:36    |  |
| 4.  | "Cygnet Committee"                     | 9:35    |  |
| 5.  | "Janine"                               | 3:25    |  |
| 6.  | "An Occasional Dream"                  | 3:01    |  |
| 7.  | "Wild Eyed Boy from Freecloud"         | 4:52    |  |
| 8.  | "God Knows I'm Good"                   | 3:21    |  |
| 9.  | "Memory of a Free Festival"            | 7:09    |  |

### The Man Who Sold the World
| N.º | Título                       | Duração |  |
| 1.  | "The Width of a Circle"      | 8:05    |  |
| 2.  | "All the Madmen"             | 5:38    |  |
| 3.  | "Black Country Rock"         | 3:32    |  |
| 4.  | "After All"                  | 3:52    |  |
| 5.  | "Running Gun Blues"          | 3:11    |  |
| 6.  | "Saviour Machine"            | 4:25    |  |
| 7.  | "She Shook Me Cold"          | 4:13    |  |
| 8.  | "The Man Who Sold the World" | 3:55    |  |
| 9.  | "The Supermen"               | 3:38    |  |

### Hunky Dory
| N.º | Título                                       | Duração |  |
| 1.  | "Changes"                                    | 3:37    |  |
| 2.  | "Oh! You Pretty Things"                      | 3:12    |  |
| 3.  | "Eight Line Poem"                            | 2:55    |  |
| 4.  | "Life on Mars?"                              | 3:53    |  |
| 5.  | "Kooks"                                      | 2:53    |  |
| 6.  | "Quicksand"                                  | 5:08    |  |
| 7.  | "Fill Your Heart" (Biff Rose, Paul Williams) | 3:07    |  |
| 8.  | "Andy Warhol"                                | 3:56    |  |
| 9.  | "Song for Bob Dylan"                         | 4:12    |  |
| 10. | "Queen Bitch"                                | 3:18    |  |
| 11. | "The Bewlay Brothers"                        | 5:22    |  |

### The Rise and Fall of Ziggy Stardust and the Spiders from Mars
| N.º | Título                       | Duração |  |
| 1.  | "Five Years"                 | 4:44    |  |
| 2.  | "Soul Love"                  | 3:33    |  |
| 3.  | "Moonage Daydream"           | 4:35    |  |
| 4.  | "Starman"                    | 4:13    |  |
| 5.  | "It Ain't Easy" (Ron Davies) | 3:00    |  |
| 6.  | "Lady Stardust"              | 3:20    |  |
| 7.  | "Star"                       | 2:50    |  |
| 8.  | "Hang On to Yourself"        | 2:40    |  |
| 9.  | "Ziggy Stardust"             | 3:13    |  |
| 10. | "Suffragette City"           | 3:25    |  |
| 11. | "Rock 'n' Roll Suicide"      | 3:00    |  |

### Aladdin Sane
| N.º | Título                                                         | Duração |  |
| 1.  | "Watch That Man"                                               | 4:30    |  |
| 2.  | "Aladdin Sane (1913-1938-197?)"                                | 5:06    |  |
| 3.  | "Drive-In Saturday"                                            | 4:33    |  |
| 4.  | "Panic in Detroit"                                             | 4:25    |  |
| 5.  | "Cracked Actor"                                                | 3:01    |  |
| 6.  | "Time"                                                         | 5:15    |  |
| 7.  | "The Prettiest Star"                                           | 3:31    |  |
| 8.  | "Let's Spend the Night Together" (Mick Jagger, Keith Richards) | 3:10    |  |
| 9.  | "The Jean Genie"                                               | 4:07    |  |
| 10. | "Lady Grinning Soul"                                           | 3:54    |  |

### Pin Ups
| N.º | Título                                                                     | Compositor(es)                                                        | Duração |  |
| 1.  | "Rosalyn" (originalmente gravado por The Pretty Things)                    | Jimmy Duncan, Bill Farley                                             | 2:27    |  |
| 2.  | "Here Comes the Night" (gravado por Them)                                  | Bert Berns                                                            | 3:09    |  |
| 3.  | "I Wish You Would" (gravado por The Yardbirds)                             | Billy Boy Arnold                                                      | 2:40    |  |
| 4.  | "See Emily Play" (originalmente gravado por Pink Floyd)                    | Syd Barrett                                                           | 4:03    |  |
| 5.  | "Everything's Alright" (originalmente gravado por The Mojos)               | Nicky Crouch, John Konrad, Simon Stavely, Stuart James, Keith Karlson | 2:26    |  |
| 6.  | "I Can't Explain" (originalmente gravado por The Who)                      | Pete Townshend                                                        | 2:07    |  |
| 7.  | "Friday on My Mind" (originalmente gravado por The Easybeats)              | George Young, Harry Vanda                                             | 3:18    |  |
| 8.  | "Sorrow" (gravado por The Merseys)                                         | Bob Feldman, Jerry Goldstein, Richard Gottehrer                       | 2:48    |  |
| 9.  | "Don't Bring Me Down" (originalmente gravado por The Pretty Things)        | Johnnie Dee                                                           | 2:01    |  |
| 10. | "Shapes of Things" (originalmente gravado por The Yardbirds)               | Paul Samwell-Smith, Jim McCarty, Keith Relf                           | 2:47    |  |
| 11. | "Anyway, Anyhow, Anywhere" (originalmente gravado por The Who)             | Roger Daltrey, Pete Townshend                                         | 3:04    |  |
| 12. | "Where Have All the Good Times Gone" (originalmente gravado por The Kinks) | Ray Davies                                                            | 2:35    |  |
| 13. | "Growin' Up" (inédita; para a primeira sessão de Diamond Dogs)             | Bruce Springsteen                                                     | 3:26    |  |
| 14. | "Port of Amsterdam"                                                        |                                                                       |         |  |
| 15. | Sem título (B-side do single "Sorrow", 1973)                               |                                                                       |         |  |
| 17. | Sem título                                                                 |                                                                       | 3:19    |  |

### Live Santa Monica '72
| N.º | Título                                            | Duração |  |
| 1.  | "Introduction"                                    | 0:13    |  |
| 2.  | "Hang On to Yourself"                             | 2:46    |  |
| 3.  | "Ziggy Stardust"                                  | 3:23    |  |
| 4.  | "Changes"                                         | 3:27    |  |
| 5.  | "The Supermen"                                    | 2:55    |  |
| 6.  | "Life on Mars?"                                   | 3:28    |  |
| 7.  | "Five Years"                                      | 4:32    |  |
| 8.  | "Space Oddity"                                    | 5:05    |  |
| 9.  | "Andy Warhol"                                     | 3:50    |  |
| 10. | "My Death" (Eric Blau, Mort Shuman, Jacques Brel) | 5:51    |  |
| 11. | "The Width of a Circle"                           | 10:44   |  |
| 12. | "Queen Bitch"                                     | 3:00    |  |
| 13. | "Moonage Daydream"                                | 4:53    |  |
| 14. | "John, I'm Only Dancing"                          | 3:16    |  |
| 15. | "I'm Waiting for the Man" (Lou Reed)              | 5:45    |  |
| 16. | "The Jean Genie"                                  | 4:07    |  |
| 17. | "Suffragette City"                                | 4:12    |  |
| 18. | "Rock 'n' Roll Suicide"                           | 3:01    |  |

### Ziggy Stardust: The Motion Picture
| N.º | Título | Duração |  |
| 1.  | "Intro" (incorporating Beethoven's Ninth Symphony arranged and performed by Wendy Carlos) (Ludwig van Beethoven) | 1:05    |  |
| 2.  | "Hang On to Yourself"                                                                                            | 2:55    |  |
| 3.  | "Ziggy Stardust"                                                                                                 | 3:19    |  |
| 4.  | "Watch That Man"                                                                                                 | 4:14    |  |
| 5.  | "Wild Eyed Boy from Freecloud"                                                                                   | 3:15    |  |
| 6.  | "All the Young Dudes"                                                                                            | 1:38    |  |
| 7.  | "Oh! You Pretty Things"                                                                                          | 1:46    |  |
| 8.  | "Moonage Daydream"                                                                                               | 6:25    |  |
| 9.  | "Changes" | 3:36    |  |
| 10. | "Space Oddity"                                                                                                   | 5:05    |  |
| 11. | "My Death" (Blau, Shuman, Brel)                                                                                  | 7:20    |  |
| 12. | "Intro" (incorporating the William Tell Overture) (Gioacchino Rossini)                                           | 1:01    |  |
| 13. | "Cracked Actor"                                                                                                  | 3:03    |  |
| 14. | "Time" | 5:31    |  |
| 15. | "The Width of a Circle"                                                                                          | 15:45   |  |
| 16. | "Let's Spend the Night Together" (Jagger, Richards)                                                              | 3:02    |  |
| 17. | "Suffragette City"                                                                                               | 4:32    |  |
| 18. | "White Light/White Heat" (Reed)                                                                                  | 4:01    |  |
| 19. | "Farewell Speech"                                                                                                | 0:39    |  |
| 20. | "Rock 'n' Roll Suicide"                                                                                          | 5:17    |  |

### The Rise and Fall of Ziggy Stardust and the Spiders from Mars(2003Ken Scottmix)
| N.º | Título                       | Duração |  |
| 1.  | "Five Years"                 | 4:42    |  |
| 2.  | "Soul Love"                  | 3:33    |  |
| 3.  | "Moonage Daydream"           | 4:38    |  |
| 4.  | "Starman"                    | 4:13    |  |
| 5.  | "It Ain't Easy" (Ron Davies) | 2:57    |  |
| 6.  | "Lady Stardust"              | 3:20    |  |
| 7.  | "Star"                       | 2:46    |  |
| 8.  | "Hang On to Yourself"        | 2:38    |  |
| 9.  | "Ziggy Stardust"             | 3:12    |  |
| 10. | "Suffragette City"           | 3:24    |  |
| 11. | "Rock 'n' Roll Suicide"      | 3:00    |  |

### Re:Call 1
| N.º | Título                                                                                      | Duração |  |
| 1.  | "Space Oddity" (Original UK mono single edit)                                               | 4:33    |  |
| 2.  | "Wild Eyed Boy from Freecloud" (Original UK mono single version)                            | 4:42    |  |
| 3.  | "Ragazzo solo, ragazza sola" (Bowie, Mogol; versão Italiana de "Space Oddity")              | 5:15    |  |
| 4.  | "The Prettiest Star" (Original mono single version (with Marc Bolan on guitar))             | 3:09    |  |
| 5.  | "Conversation Piece" (B-side to "The Prettiest Star")                                       | 3:05    |  |
| 6.  | "Memory of a Free Festival (Part 1)"                                                        | 3:59    |  |
| 7.  | "Memory of a Free Festival (Part 2)"                                                        | 3:31    |  |
| 8.  | "All the Madmen" (Mono single edit; previously unreleased)                                  | 3:15    |  |
| 9.  | "Janine" (Mono version)                                                                     | 3:25    |  |
| 10. | "Holy Holy" (Original mono single version; only ever issued on original ‘71 Mercury single) | 3:13    |  |
| 11. | "Moonage Daydream" (Arnold Corns single version)                                            | 3:52    |  |
| 12. | "Hang On to Yourself" (Arnold Corns single version)                                         | 2:51    |  |

| N.º | Título                                                                  | Duração |  |
| 1.  | "Changes" (Mono single version)                                         | 2:32    |  |
| 2.  | "Andy Warhol" (Mono single version)                                     | 3:03    |  |
| 3.  | "Starman" (Original single mix)                                         | 4:12    |  |
| 4.  | "John, I'm Only Dancing" (Original single version)                      | 2:49    |  |
| 5.  | "The Jean Genie" (Original single mix)                                  | 4:05    |  |
| 6.  | "Drive-In Saturday" (German single edit)                                | 3:59    |  |
| 7.  | "Round and Round" (Chuck Berry)                                         | 2:39    |  |
| 8.  | "John, I'm Only Dancing" (versão Sax)                                   | 2:43    |  |
| 9.  | "Time" (US single edit)                                                 | 3:38    |  |
| 10. | "Port of Amsterdam" (Brel)                                              | 2:39    |  |
| 11. | "Holy Holy" (Spiders version)                                           | 2:20    |  |
| 12. | "Velvet Goldmine" (B-side to the 1975 single reissue of "Space Oddity") | 3:09    |  |